# James Stanley, VII conte di Derby
James Stanley, settimo conte di Derby (Knowsley, 31 gennaio 1607 – Bolton, 15 ottobre 1651), è stato un politico e militare inglese.
Divenne noto durante gli anni della Rivoluzione inglese, alla quale prese parte parteggiando per i realisti, con il soprannome di Grande conte di Derby.

## Biografia

### I primi anni
James nacque nella residenza di famiglia dei conti di Derby, Knowsley Hall. Era figlio di William Stanley, VI conte di Derby e di sua moglie, Lady Elizabeth de Vere.
A volte gli storici riconoscono a James il nome di Great Earl of Derby, mentre quando era in vita il padre era appellato come Lord Strange.
Suoi nonni paterni erano Henry Stanley, IV conte di Derby e Lady Margaret Clifford; Margaret era a sua volta figlia di Henry Clifford, II conte di Cumberland e di Eleanor Brandon. Lady Eleanor Brandon era figlia di Charles Brandon, I duca di Suffolk, e di Maria Tudor, figlia di re Enrico VII d'Inghilterra. James era quindi appartenente ad una famiglia che aveva legami con la dinastia Tudor.
Nel 1625 James Stanley fu scelto come membro del Parlamento, rappresentante di Liverpool. Il 2 febbraio 1626 fu nominato cavaliere dell'Ordine del Bagno in occasione della solenne incoronazione di Carlo I Stuart. Lo stesso anno il re lo nominò Lord Lieutenant of Lancashire, Lord Lieutenant of Cheshire e Chamberlain of Chester; si occupò in seguito dell'amministrazione dell'isola di Mann e nel 1627 gli fu conferita la carica di Lord of Mann. Fu inoltre Lord Lieutenant of North Wales e il 7 marzo 1628 entrò a far parte della Camera dei Lord come barone Strange.

### La rivoluzione inglese
James non prese parte alle dispute tra il Parlamento e il re, ma allo scoppio della guerra civile inglese si schierò risolutamente dalla parte di Carlo I e dei realisti. Con la morte del padre, il 29 settembre 1642 ereditò il titolo di conte di Derby.
Il suo piano di difesa del Lancashire, concentrando truppe in questa regione, che appariva come una valida soluzione, fu disapprovato da Carlo I. Di conseguenza il tentativo del conte di difendere il Paese si rivelò infruttuoso. Perse il controllo di Manchester e le sue truppe furono sconfitte presso Chowbent e Lowton Moor; in seguito non riuscì a conquistare i castelli di Bolton e Lancaster. Infine, dopo aver sconfitto Sir William Brereton presso Warrington, si ritirò a Whalley.
Nel giugno 1643 partì per curare i suoi affari sull'isola di Mann e nel 1644 prese parte alla vittoriosa campagna di Rupert del Reno, nipote del re, nel nord del Paese.
Seguì in seguito il principe Rupert nella battaglia di Marston Moor, disastrosa per le truppe realiste, e dopo la disfatta del re si ritirò sull'isola di Mann, luogo di rifugio di molti realisti in fuga. Sull'isola riuscì a mantenere l'ordine e a garantire un supporto anti-parlamentare.
Nel giugno 1649 rifiutò seccamente la proposta di resa fattagli da Henry Ireton. Il 12 gennaio 1650 divenne cavaliere dell'Ordine della Giarrettiera. Il nuovo re Carlo II Stuart, in esilio, lo mise al comando delle truppe del Lancashire e del Cheshire. Il 15 agosto 1651 diede un supporto armato al tentativo di invasione organizzato da Carlo II, incontrando il re personalmente il 17 agosto. A causa di calcoli errati, il conte fu completamente sconfitto il 25 agosto nella battaglia di Wigan Lane, dalla quale riuscì a fuggire con estrema difficoltà.
Raggiunse Carlo II a Worcester; dopo la battaglia di Worcester del 3 settembre accompagnò il re presso Boscobel House; la sua presenza, intercettata dalle truppe parlamentari, comportò la sua cattura presso Nantwich. Prigioniero, fu condannato a morte. Riuscì tuttavia a scappare, per poi essere ricatturato presso Bolton. Qui venne decapitato il 15 ottobre 1651.

## Opere
Lord Derby realizzò anche alcune opere letterarie a tema politico, di cui la più nota è A Discourse concerning the Government of the Isle of Man (stampato presso la Stanley Papers e ristampato come incluso nel secondo volume della Desiderata Curiosa di Francis Peck).

## Matrimonio
Il 26 giugno 1626, sposò Carlotta de La Trémoille, figlia di Claudio de La Trémoille e di sua moglie Carlotta Brabantina di Nassau. Ebbero nove figli, ma solo quattro raggiunsero l'età adulta:
- Charles Stanley, VIII conte di Derby (19 gennaio 1628 – 21 dicembre 1672).
- Charlotte (morti infanti)
- Due figli di cui non ci è giunto il nome (morti infanti)
- Henriette Mary Stanley (17 novembre 1630 – 27 dicembre 1685), sposò William Wentworth, II conte di Strafford.
- Amelia Ann Sophia Stanley (1633 – 22 febbraio 1702/3), sposò John Murray, I marchese di Atholl.
- Edward (7 gennaio 1639 – ottobre 1664), morì celibe
- William (18 ottobre 1640 – 25 ottobre 1670), morì celibe
- Catherine Stanley, sposò Henry Pierrepont, I marchese di Dorchester.

## Ascendenza
|                                      |                                   |                                        | Genitori                              |  |  | Nonni |  |  | Bisnonni                           |  |  | Trisnonni                         |  |
|                                      |                                   |                                        |                                       |  |  |       |  |  | Edward Stanley, III conte di Derby |  |  | Thomas Stanley, II conte di Derby |  |
|                                      |                                   |                                        |                                       |  |  |       |  |  | Edward Stanley, III conte di Derby |  |  | Thomas Stanley, II conte di Derby |  |
|                                      |                                   | Anne Hastings                          |                                       |  |  |       |  |  | Edward Stanley, III conte di Derby |  |  |                                   |  |
| Henry Stanley, IV conte di Derby     |                                   |                                        |                                       |  |  |       |  |  | Edward Stanley, III conte di Derby |  |  |                                   |  |
|                                      |                                   | Dorothy Howard                         | Thomas Howard, II duca di Norfolk     |  |  |       |  |  |                                    |  |  |                                   |  |
|                                      |                                   | Dorothy Howard                         | Thomas Howard, II duca di Norfolk     |  |  |       |  |  |                                    |  |  |                                   |  |
|                                      |                                   | Dorothy Howard                         | Agnes Tylney                          |  |  |       |  |  |                                    |  |  |                                   |  |
| William Stanley, VI conte di Derby   |                                   | Dorothy Howard                         |                                       |  |  |       |  |  |                                    |  |  |                                   |  |
|                                      |                                   | Henry Clifford, II conte di Cumberland | Henry Clifford, I conte di Cumberland |  |  |       |  |  |                                    |  |  |                                   |  |
|                                      |                                   | Henry Clifford, II conte di Cumberland | Henry Clifford, I conte di Cumberland |  |  |       |  |  |                                    |  |  |                                   |  |
|                                      |                                   | Henry Clifford, II conte di Cumberland | Margaret Percy                        |  |  |       |  |  |                                    |  |  |                                   |  |
| Margaret Clifford                    |                                   | Henry Clifford, II conte di Cumberland |                                       |  |  |       |  |  |                                    |  |  |                                   |  |
|                                      |                                   | Eleanor Brandon                        | Charles Brandon, I duca di Suffolk    |  |  |       |  |  |                                    |  |  |                                   |  |
|                                      |                                   | Eleanor Brandon                        | Charles Brandon, I duca di Suffolk    |  |  |       |  |  |                                    |  |  |                                   |  |
|                                      |                                   | Eleanor Brandon                        | Mary Tudor                            |  |  |       |  |  |                                    |  |  |                                   |  |
| James Stanley, VII conte di Derby    |                                   | Eleanor Brandon                        |                                       |  |  |       |  |  |                                    |  |  |                                   |  |
|                                      | John de Vere, XVI conte di Oxford | John de Vere, XV conte di Oxford       |                                       |  |  |       |  |  |                                    |  |  |                                   |  |
|                                      | John de Vere, XVI conte di Oxford | John de Vere, XV conte di Oxford       |                                       |  |  |       |  |  |                                    |  |  |                                   |  |
|                                      | John de Vere, XVI conte di Oxford | Elizabeth Trussell                     |                                       |  |  |       |  |  |                                    |  |  |                                   |  |
| Edward de Vere, XVII conte di Oxford | John de Vere, XVI conte di Oxford |                                        |                                       |  |  |       |  |  |                                    |  |  |                                   |  |
|                                      |                                   | Margery Golding                        | John Golding                          |  |  |       |  |  |                                    |  |  |                                   |  |
|                                      |                                   | Margery Golding                        | John Golding                          |  |  |       |  |  |                                    |  |  |                                   |  |
|                                      |                                   | Margery Golding                        | Elizabeth Tonge                       |  |  |       |  |  |                                    |  |  |                                   |  |
| Elizabeth de Vere                    |                                   | Margery Golding                        |                                       |  |  |       |  |  |                                    |  |  |                                   |  |
|                                      |                                   | William Cecil, I barone Burghley       | Richard Cecil                         |  |  |       |  |  |                                    |  |  |                                   |  |
|                                      |                                   | William Cecil, I barone Burghley       | Richard Cecil                         |  |  |       |  |  |                                    |  |  |                                   |  |
|                                      |                                   | William Cecil, I barone Burghley       | Jane Heckington                       |  |  |       |  |  |                                    |  |  |                                   |  |
| Anne Cecil                           |                                   | William Cecil, I barone Burghley       |                                       |  |  |       |  |  |                                    |  |  |                                   |  |
|                                      |                                   | Mildred Cooke                          | Anthony Cooke                         |  |  |       |  |  |                                    |  |  |                                   |  |
|                                      |                                   | Mildred Cooke                          | Anthony Cooke                         |  |  |       |  |  |                                    |  |  |                                   |  |
|                                      |                                   | Mildred Cooke                          | Anne Fitzwilliam                      |  |  |       |  |  |                                    |  |  |                                   |  |
|                                      |                                   | Mildred Cooke                          |                                       |  |  |       |  |  |                                    |  |  |                                   |  |